# 焼山寺
焼山寺（しょうさんじ）は徳島県名西郡神山町下分字地中（しもぶん じちゅう）にある高野山真言宗の寺院。摩盧山（まろざん）、正寿院（しょうじゅいん）と号す。本尊は虚空蔵菩薩。四国八十八箇所第十二番札所。
- 本尊真言：のうぼう あきゃしゃ きゃらばや おんあり きゃまり ぼり そわか
- ご詠歌：後（のち）の世を思へば恭敬（くぎょう）焼山寺　死出（しで）や三途（さんず）の難所（なんじょ）ありとも
- 納経印：当寺本尊、奥之院-蔵王権現、柳水庵-弘法大師、浄蓮庵-阿彌陀如来、杖杉庵-右衛門三郎

納経時間は午前8時 - 午後4時30分

## 概要

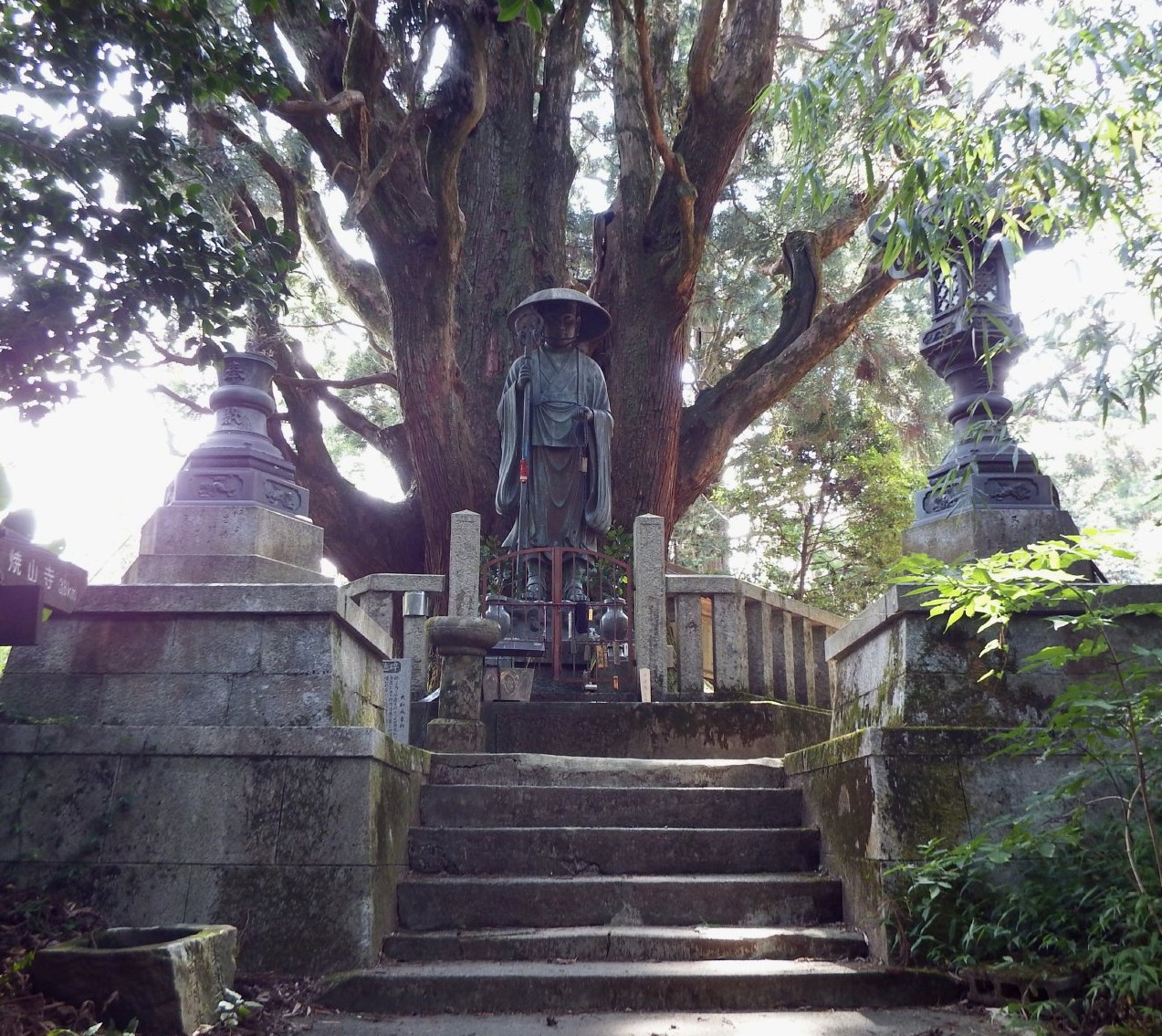
一本杉庵まで来るとあと一息

焼山寺山（標高938 m）中腹の標高705 m付近に境内があり、四国八十八箇所で3番目の高さになる。四国山地の山深い所にあるため随一の難所として知られる。また、阿波霊場三難所の1つにも数えられ「一に焼山、二にお鶴、三に太龍」と呼ばれる。
藤井寺からの遍路道「焼山寺道」で行くと、長戸庵、柳水庵、浄蓮庵（一本杉庵）を寄りながら約6時間から8時間かけて焼山寺に至る。そして、当寺を越えると名称は「一宮道」と変わり、約1 km下ると杖杉庵がある。

## 歴史
寺伝によれば大宝年間（701年 - 704年）、役小角（役行者）が開山し、庵を結び蔵王権現を祀った。のちに空海（弘法大師）は、神通力を持ち火を吐いて村人を襲う大蛇がこの山に棲んでいることを聞き退治に向かった。大蛇は全山に火を放って妨害したので摩盧（水輪）の印を結びながら進むと、山頂の岩窟に閉じこもって抵抗した。そこで虚空蔵菩薩や三面大黒天に祈願すると大蛇を岩窟の中に封じ込めることができたため、そのお礼に虚空蔵菩薩を刻んで本尊とし一寺を建立したという。山号や寺号は大蛇封じ込めの故事にちなんでいる。
鎌倉時代の後期には後醍醐天皇（在位138〜39）の勅願所となり、足利尊氏は本寺を祈願所とし、江戸時代には徳島藩主蜂須賀家の帰依を受けていた。

## 境内
- 参道：大駐車場から山門への約500 mの参道沿いには布袋尊・鬼子母神・十三仏の大きな石像が設置されている。
- 山門（仁王門）
- 本堂：前立本尊が拝顔できる。
- 大師堂：前立大師像が拝顔できる。
- 三面大黒天堂：秘仏として、中央に大黒天像、右に毘沙門天像、左に弁財天像が安置されているため、通常は前立三面大黒天が拝顔できる。また、山中の大聖歓喜天堂より遷座した歓喜天を前立三面大黒天の左脇陣に合祀している。
- 十二社神社：創立年代不詳。熊野十二社権現を祀っていたが明治初年以降は天神七代・地神五代の十二神を祀る。
- 多宝塔（石造）：大日如来を祀る。
- 鐘楼
- 句碑：「花こころ花ごころありて音のあり」が大駐車場にある。
- 納経所棟：右側は納経所および事務所、左側は参拝者休憩所および展示場
- 大聖歓喜天堂：本堂境内エリアより本坊倉庫棟を通過して330ｍのところにある。本尊歓喜天は三面大黒天堂に移されている。

参道より石段を上ると山門があり、入っていく左手に手水場、右手に鐘楼があり正面に本堂がある。本堂右手に2008年に落慶した大師堂がある。本堂左手に三面大黒堂が、大師堂の右手に十二社神社がある。納経所は山門を背にして左側、その奥には茶堂がある。本尊(下記)と大師像(下記)は、本堂裏の斜面上にある収蔵庫に収められていて、本堂と大師堂にはそれぞれの前仏である。
- 宿坊：なし
- 大駐車場：70台（道路管理費として、普通車で500円）
- 納経は一人一冊厳守の札所である。納経料は納経帳:500円、掛軸:1,000円、白衣:300円である。

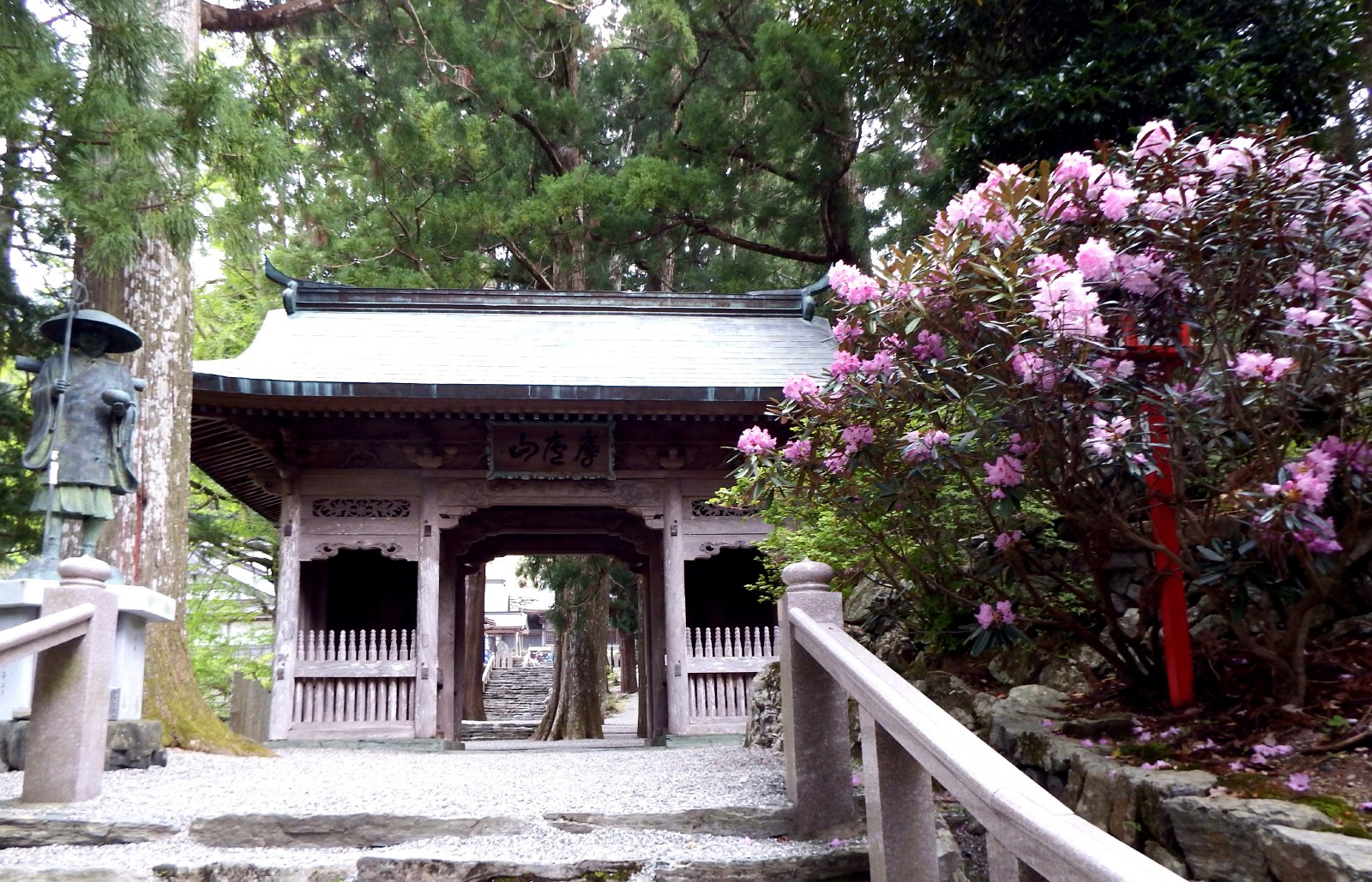
仁王門
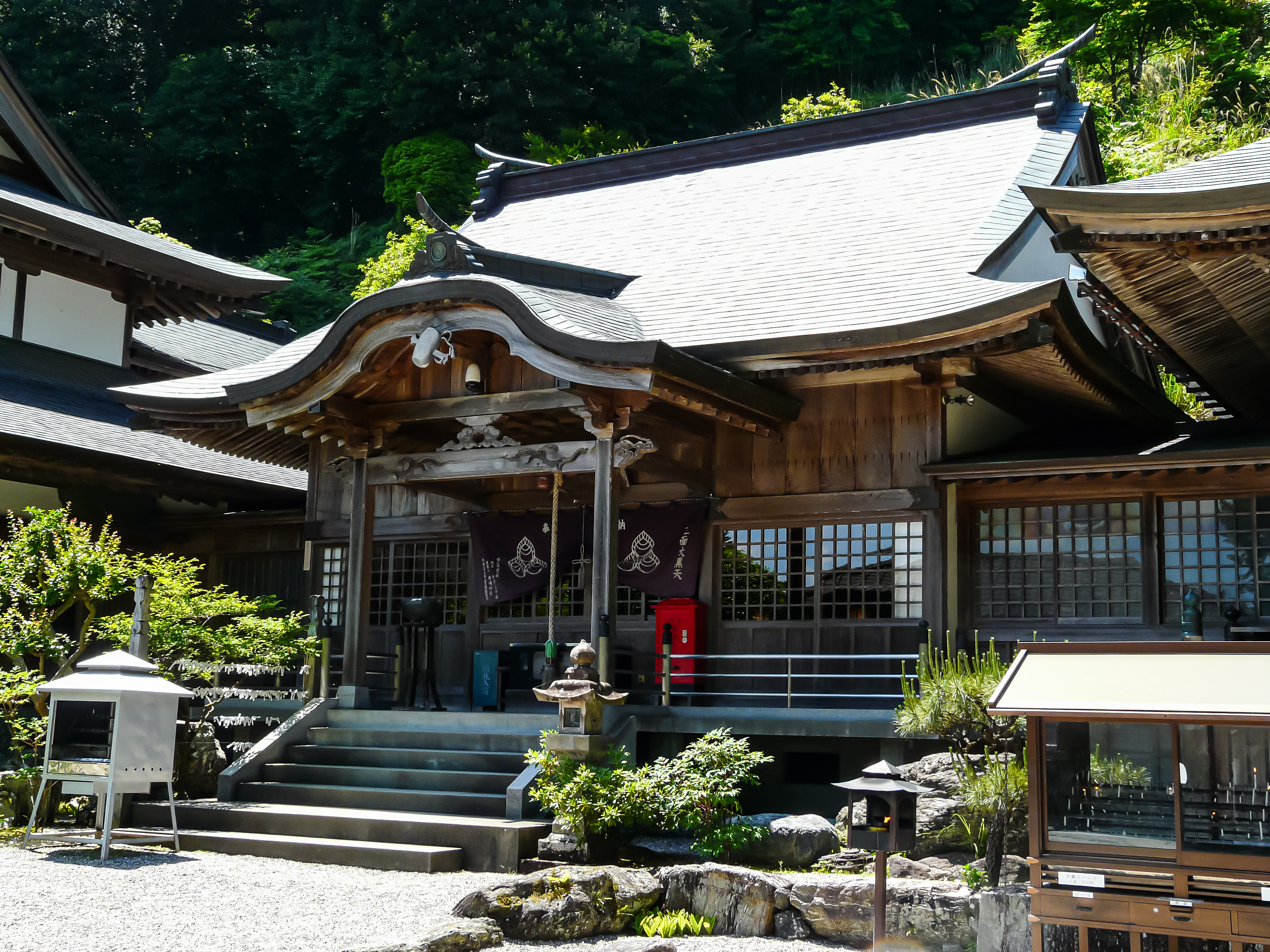
三面大黒天堂
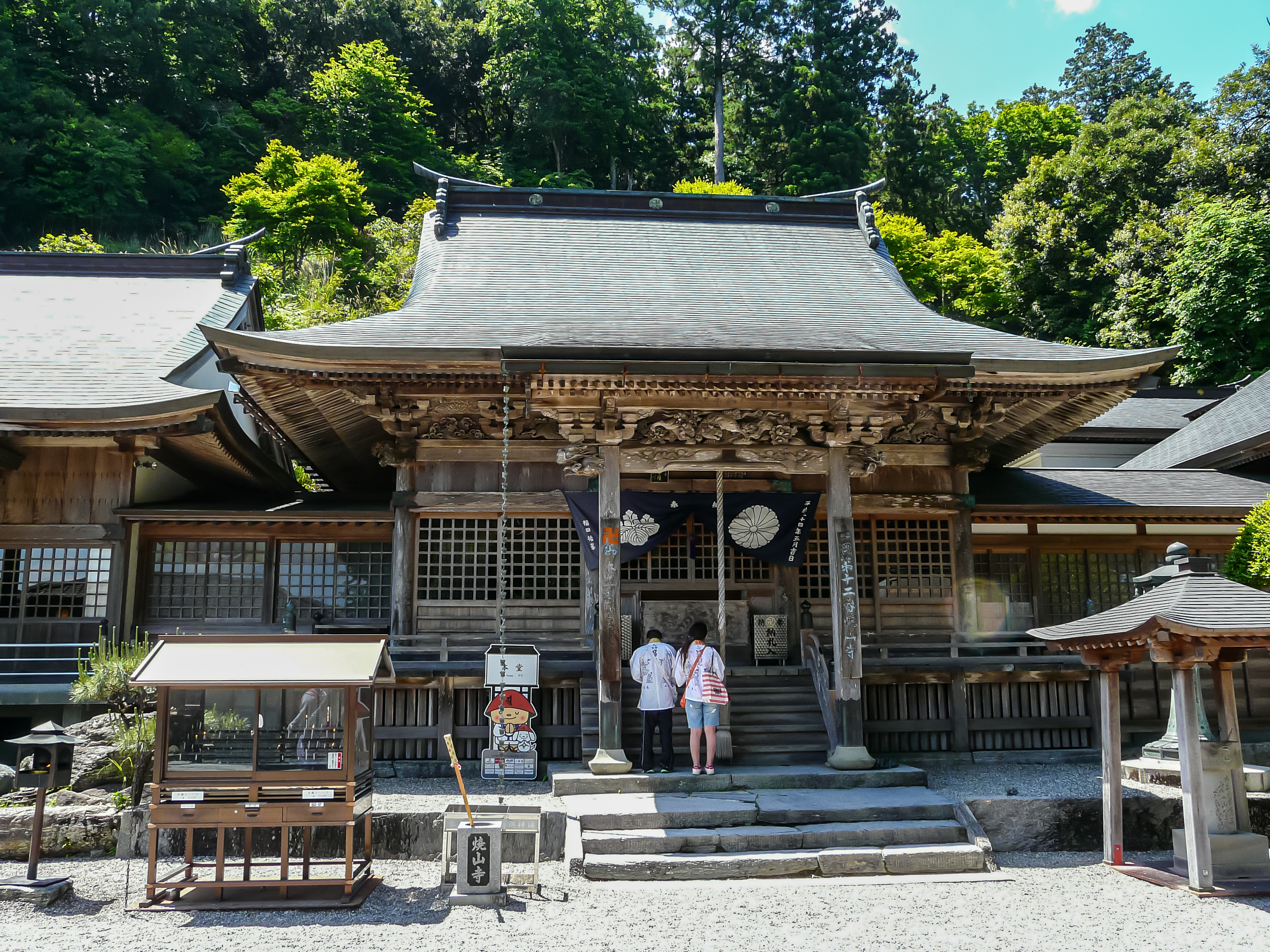
本堂
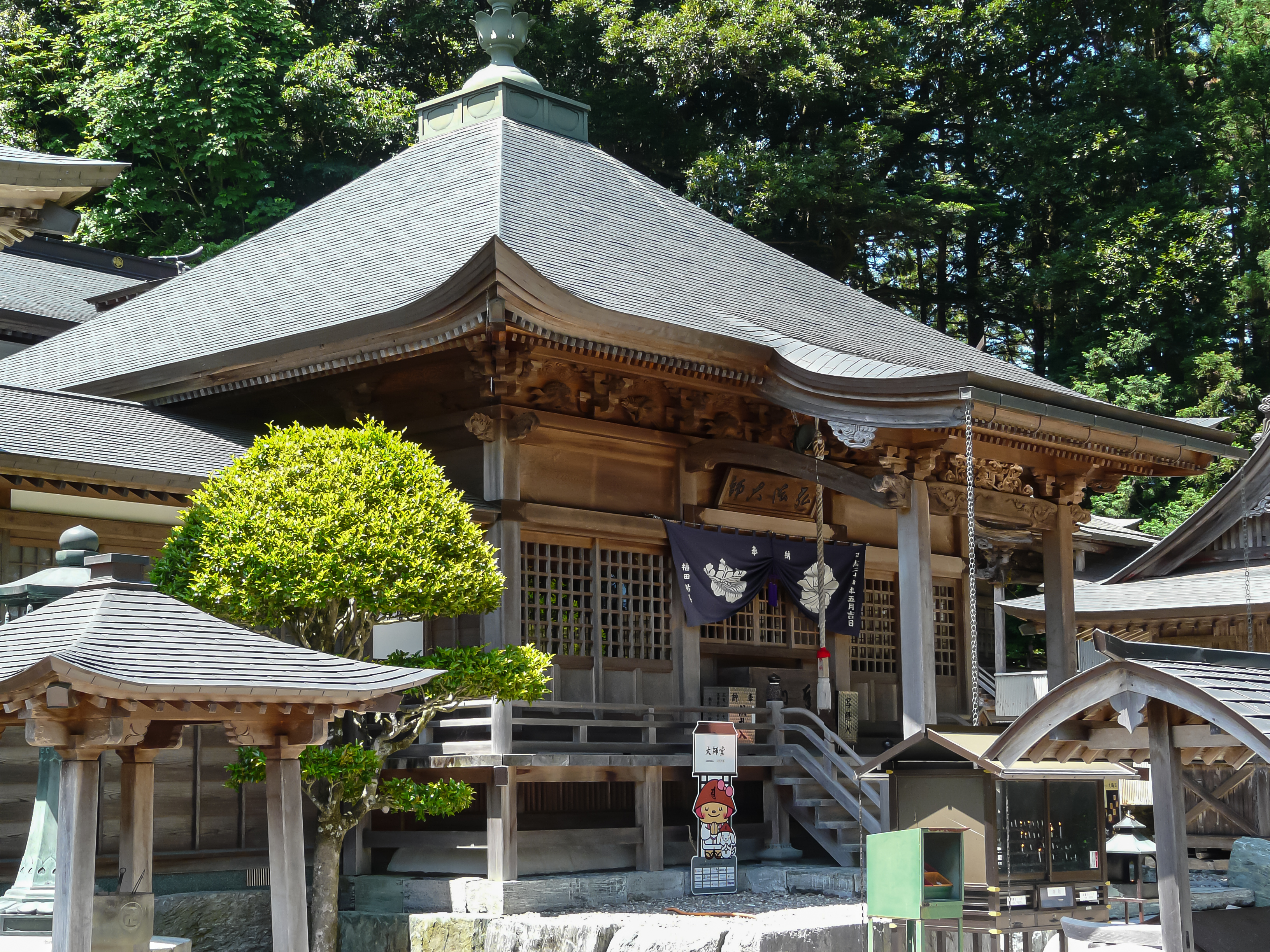
大師堂
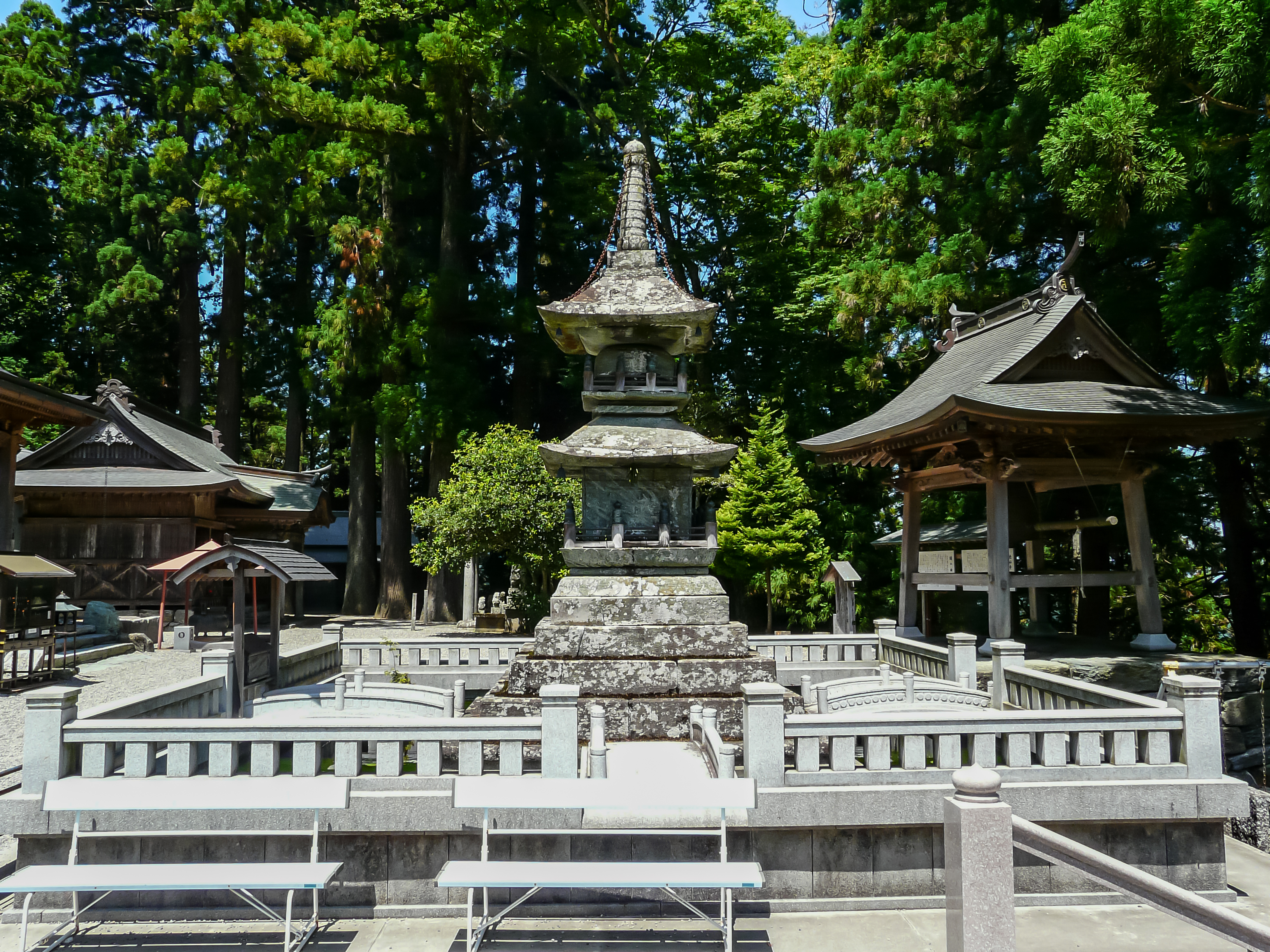
多宝塔と右奥に鐘楼
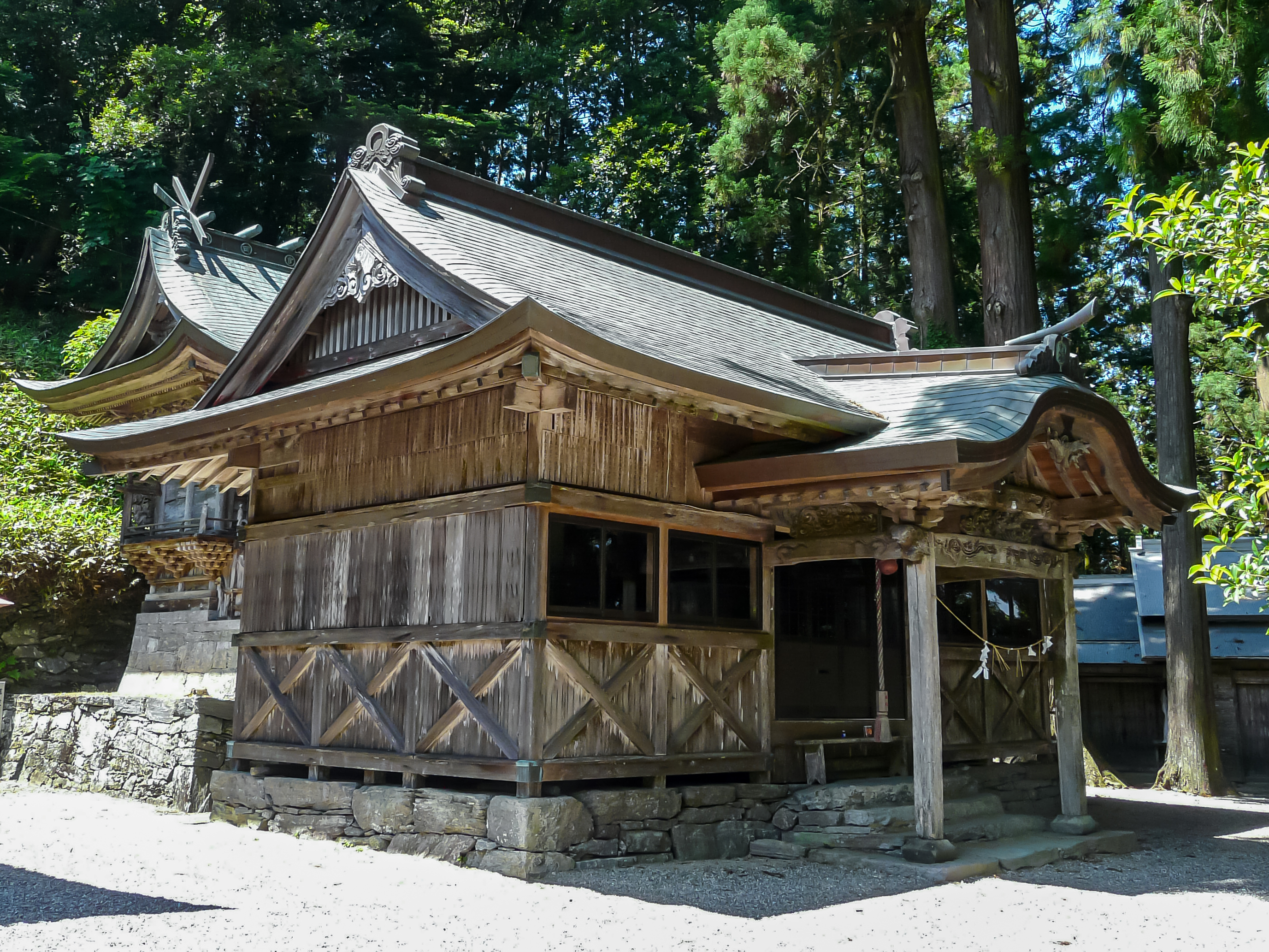
十二社神社
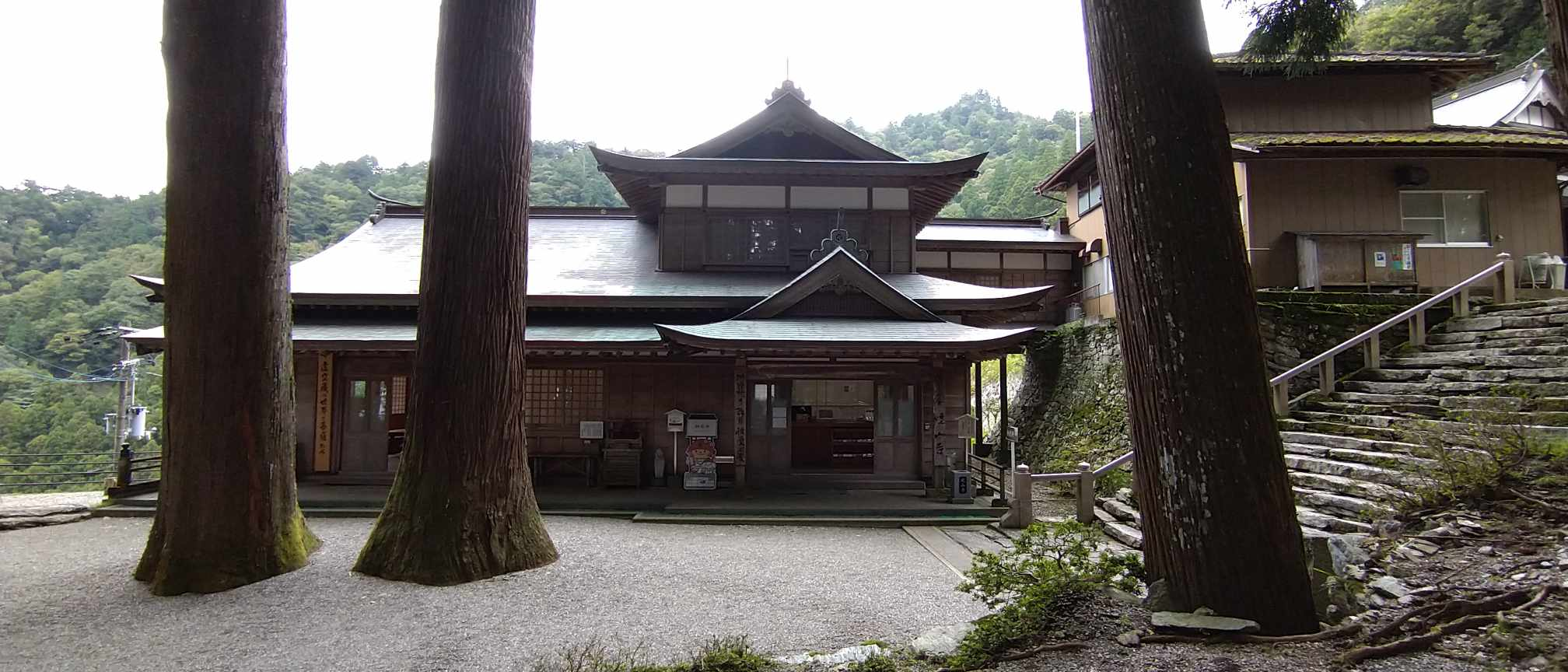
納経所棟
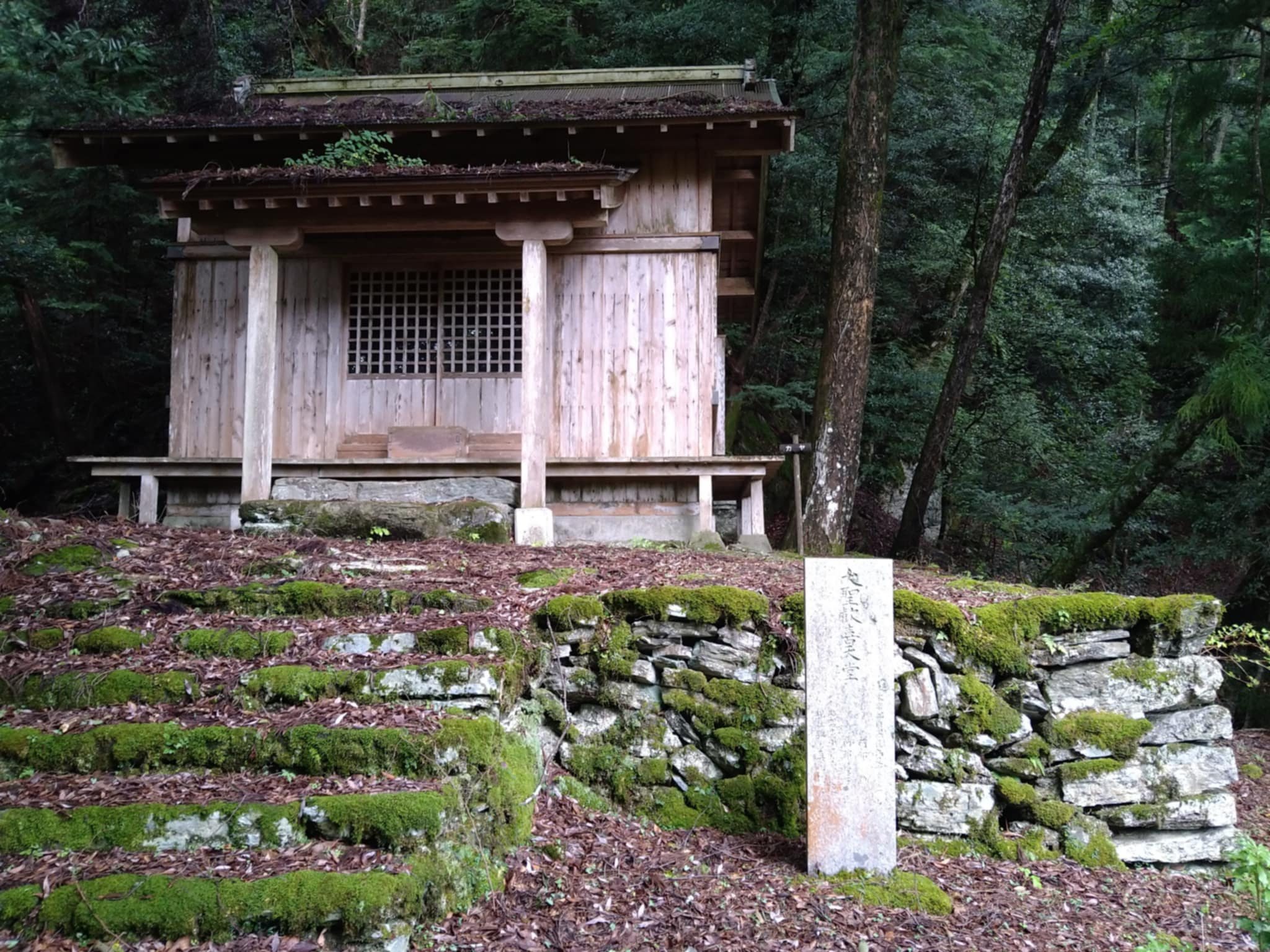
大聖歓喜天堂
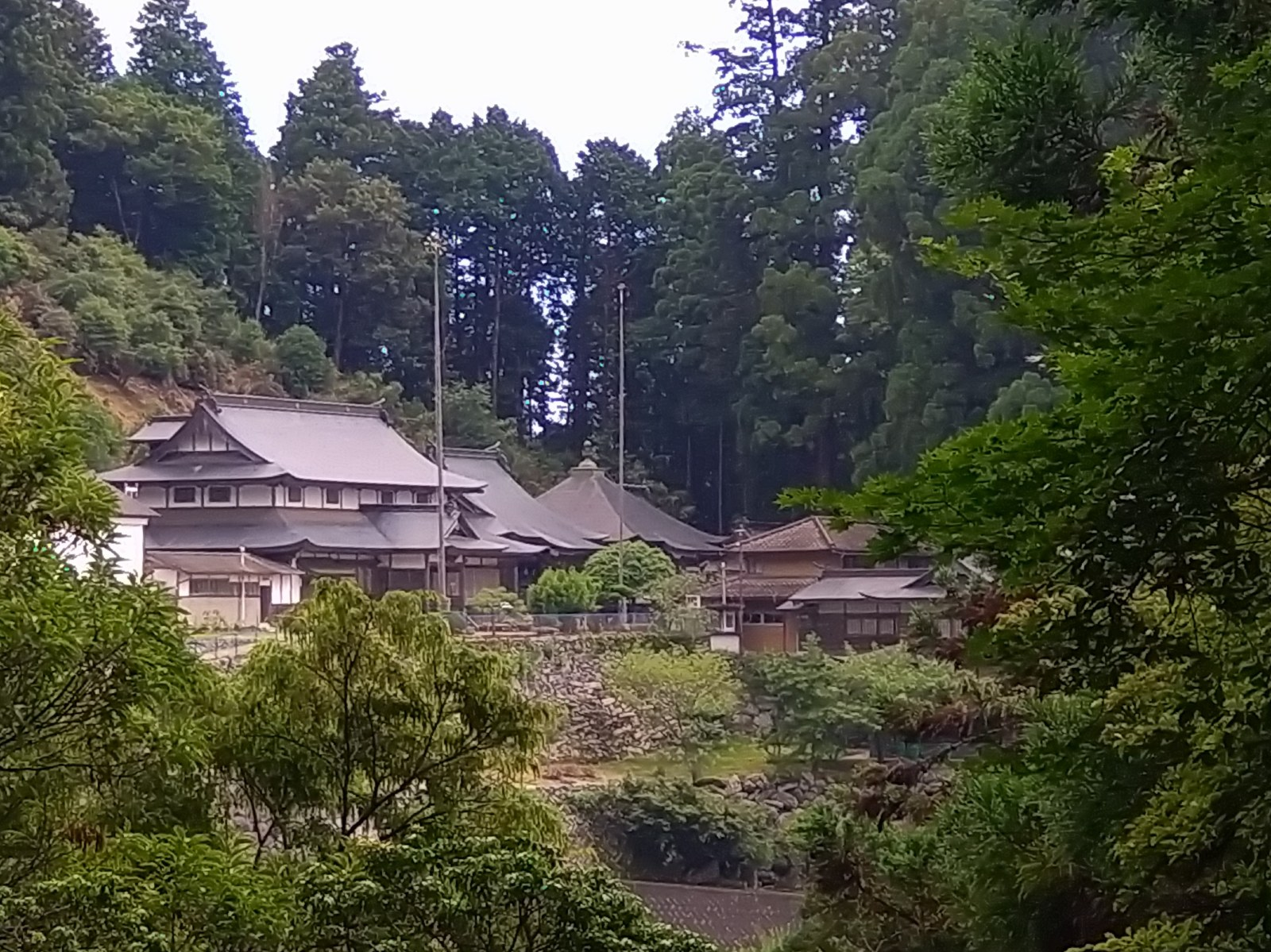
歓喜天堂より境内遠景
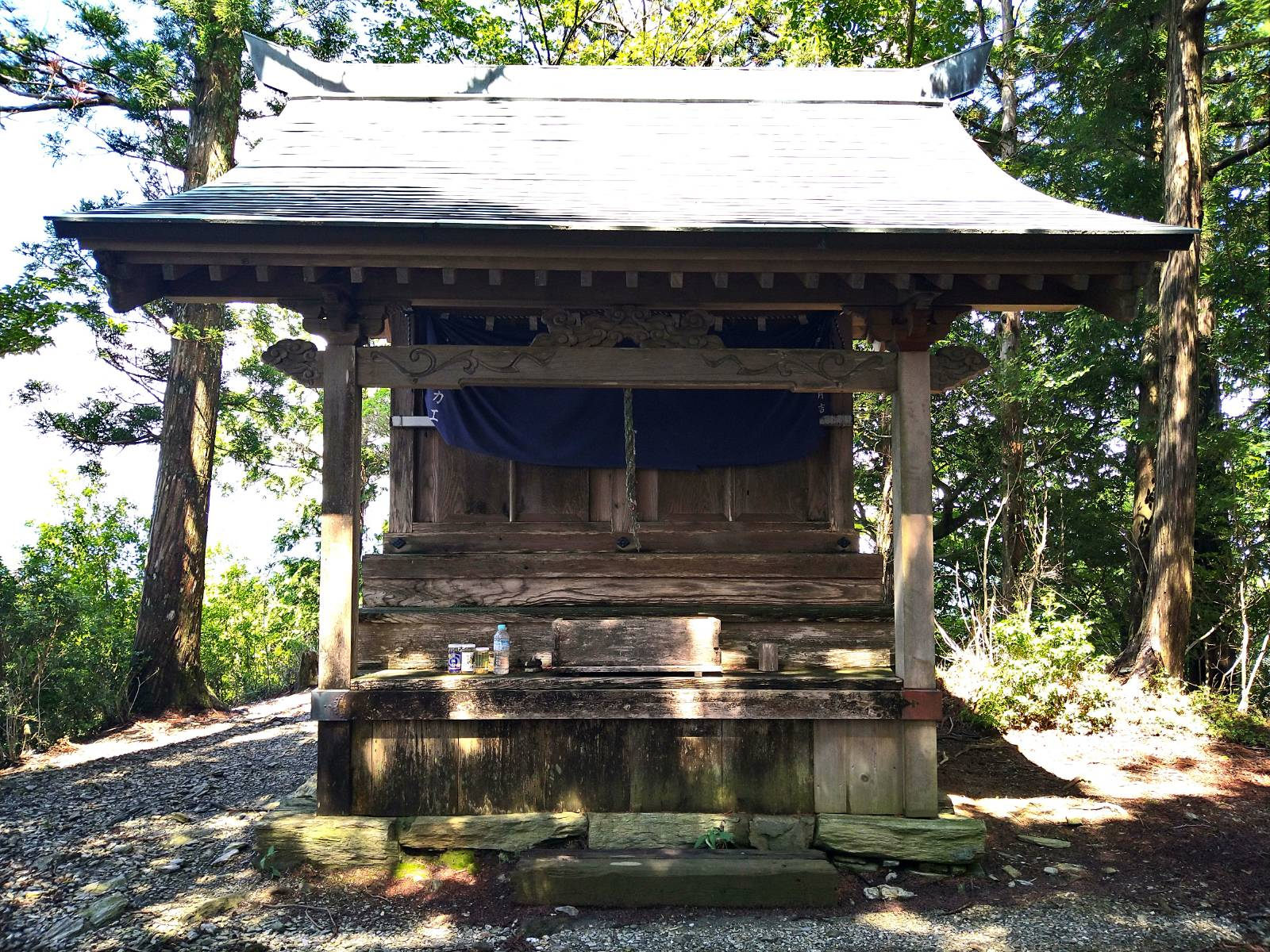
奥の院蔵王権現堂

## 行事
- 毎年8月30日、おこもり法要、日没から境内におびただしい数の灯籠が灯される。

## 文化財
国の史跡

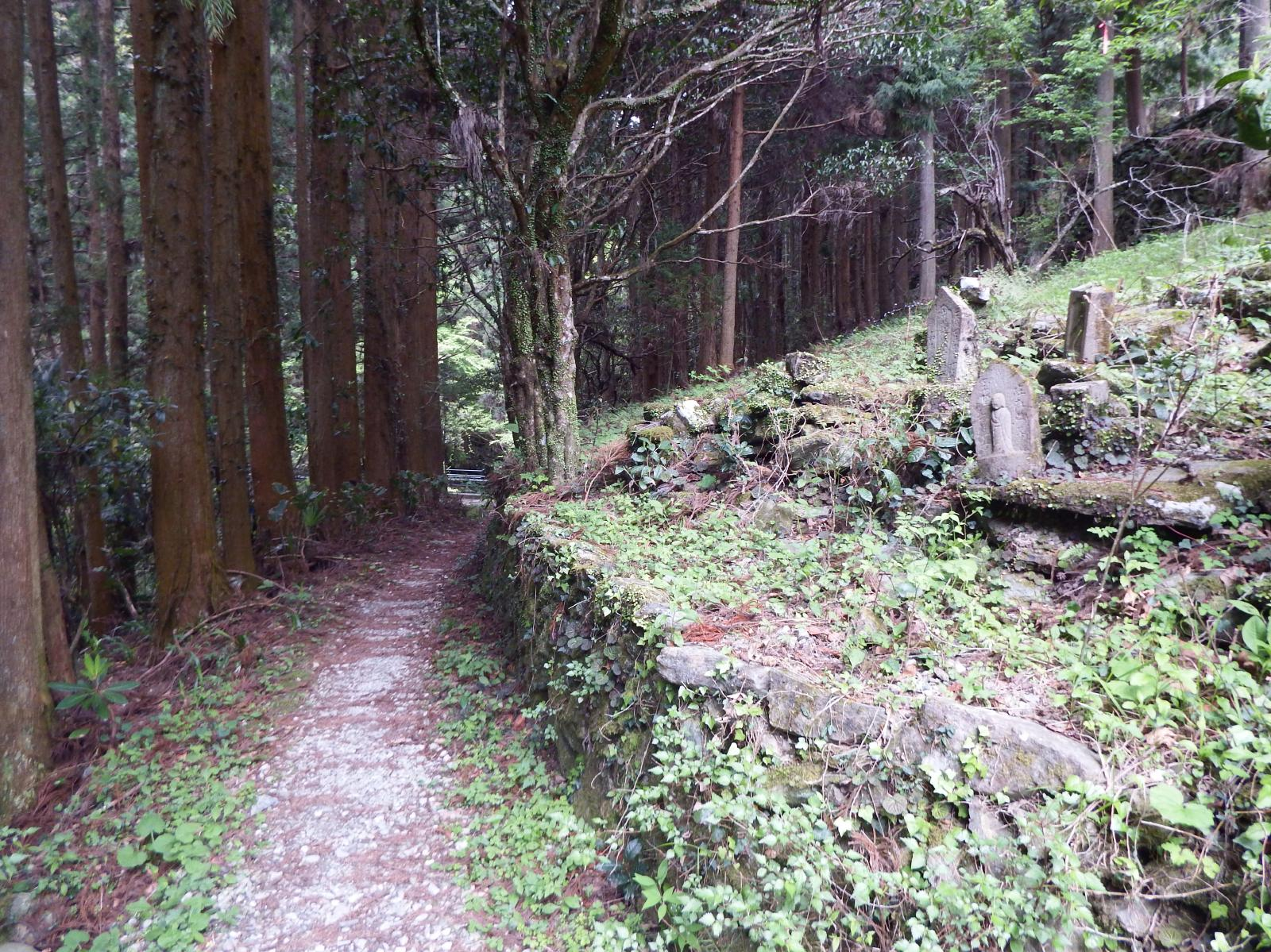
阿波遍路道 焼山寺道

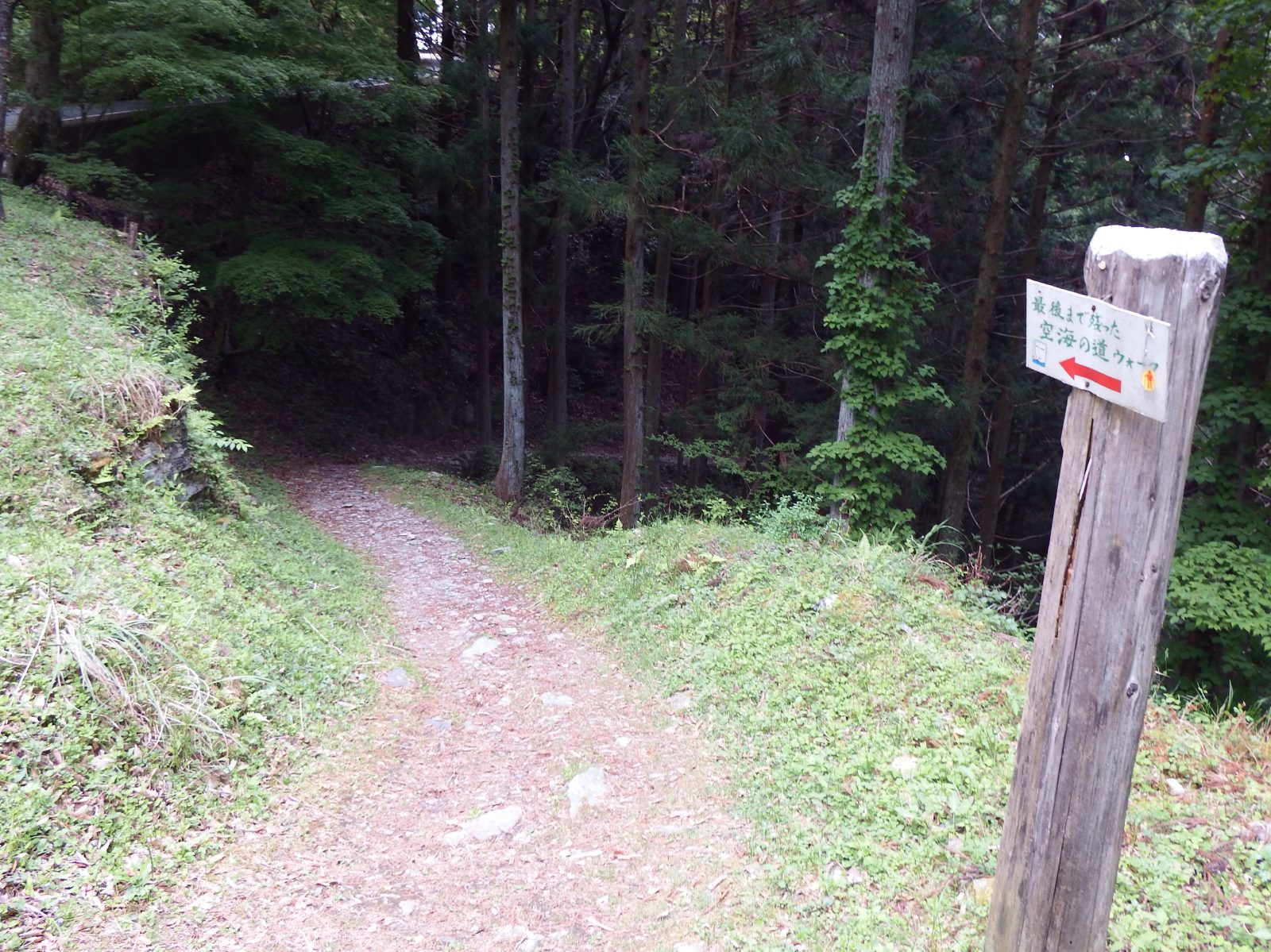
阿波遍路道 一宮道

- 阿波遍路道 焼山寺道：藤井寺から焼山寺へ向かう遍路道のうち、以下の区間が指定されている。

1. 浄蓮庵（一本杉庵）の前後である上り道と左右内谷川へ下る道のうち約2.38 km。平成30年2月13日指定[4]。その間には34基の丁石・2基の道標・20基の遍路墓が残る。[5]
2. 左右内谷川を渡る直前あたりから焼山寺山中腹の標高約630 mの林道出合いまでの0.960 km。平成28年10月3日指定[6][7][8][9]

- 阿波遍路道 一宮道：焼山寺境内から一宮寺へ向かう遍路道で、境内を出て標高約480 mの車道出合いまでのうち、途中の車道部分を除く0.953 km。平成28年10月3日指定[6][7][8][9]

県指定有形文化財
- 弘法大師坐像： 昭和48年11月9日指定 像高79 cm、寄木内刳玉眼、1400年彩色の銘。[10][6]
- 梵鐘： 昭和59年8月3日指定 銅鐘、103 cm、径51 cm、1649年作。[10][6]
- 焼山寺文書 3通（宗秀奉下文、寺領寄進状目録、佐伯守安寄進状）[6]

県指定天然記念物
- スギ並木：昭和37年1月16日指定 境内の杉の巨木は樹齢数百年といわれる。[6]
- フジの群生地：昭和37年1月16日指定[6]

神山町指定有形文化財
- 木造虚空蔵菩薩坐像：本尊、榧材一木造り、素地、眼は彫出、像高112 cm[6]
- 金銅懸仏 15面[6]
- 木造懸仏 1面[6]
- 絹本着色三千仏図 3幅：縦169.4 cm、横120.4 cm、着色は金書き、江戸時代作[6]

焼山寺境外の県指定文化財
- 浄蓮庵-左右内の一本杉（天然記念物）推定樹齢600年、樹高30 m、樹周7.62 m、樹冠東西16.l m、南北14.8 m[6]

焼山寺境外の神山町指定文化財
- 浄蓮庵-木造千手観音立像（有形文化財）金箔寄木造、像高173 cm、42臂[6]
- 杖杉庵-衛門三郎入寂地（史跡）[6]

## 交通案内
鉄道

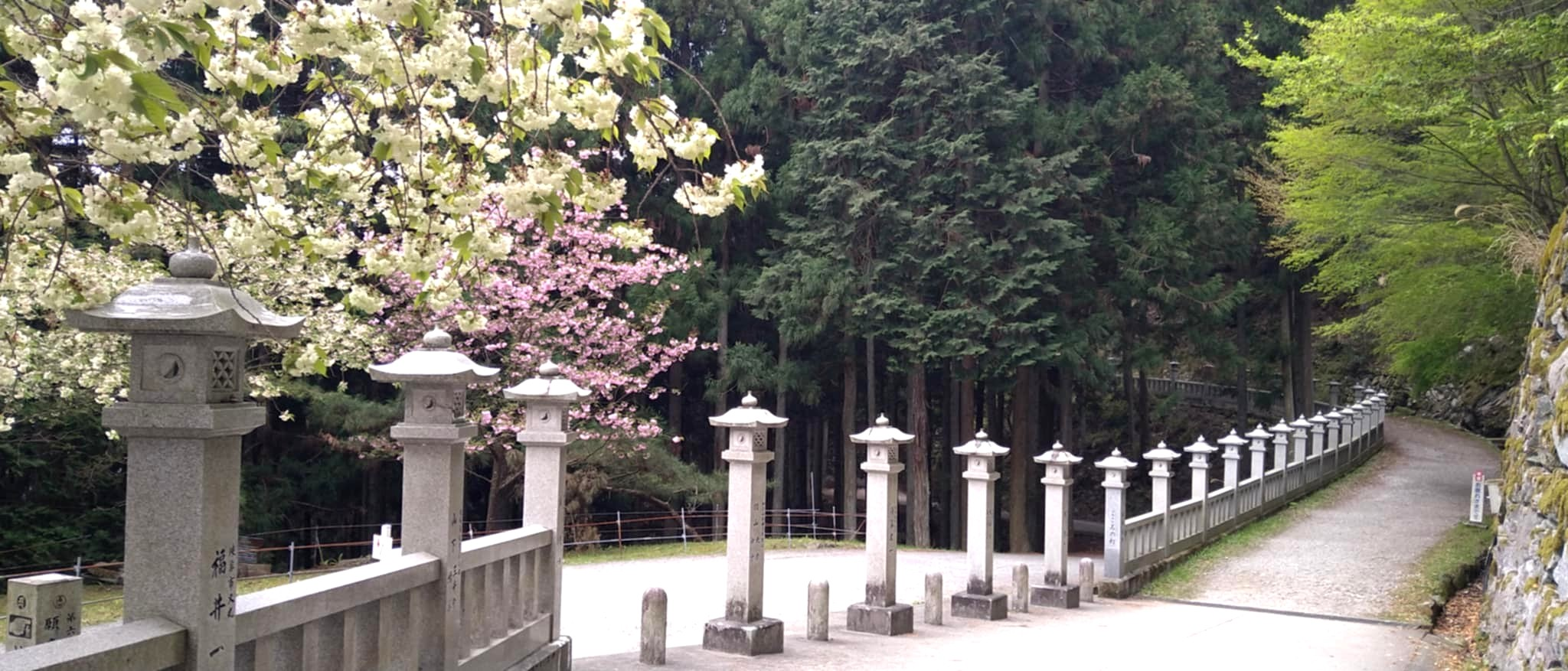
駐車場からの参道で遍路道焼山寺道と合流する地点

- 四国旅客鉄道（JR四国） 徳島線 - 鴨島駅下車 (15.7 km)

バス
- 徳島バス 神山線・佐那河内線 徳島駅バス停乗車、「神山高校前」下車 (7.5 km)

道路
- 一般道：徳島県道43号神山川島線 鍋岩 (12.1 km)
- 焼山寺道（遍路道）：11番 藤井寺 --(3.2 km)-- 長戸庵 --(3.4 km)-- 柳水庵 --(2.2 km)-- 浄連庵（一本杉庵） --(1.6 km)-- 左右内（そうち）集落 --(2.5 km)-- 12番 焼山寺-- 杖杉庵(衛門三郎入寂地)--13番 大日寺

## 奥の院
蔵王権現堂
本坊左奥の登山口から焼山寺山頂上まで約1.1 kmの登山道（徒歩約1時間）が伸びている。登山口より450mで「大蛇封じ込めの岩」がありさらに350mで竜王窟へ下る道と頂上への分岐があり、そこを右へ約100 m急坂を上がると尾根の一つのピークに達し杖立権現祠がある。そこから左へ痩せ尾根を約200 m進み最後の急坂を上り詰めると頂上 (標高938 m)に達し蔵王権現を祀った大きい奥の院の祠がある。なお、竜王窟へは先程の分岐から1 km下るより、下から行った方が安全で早い、なお、「目洗い大師」は竜王窟から約150 m進んだ先にある。
- 所在地：徳島県名西郡神山町下分 （蔵王権現堂）

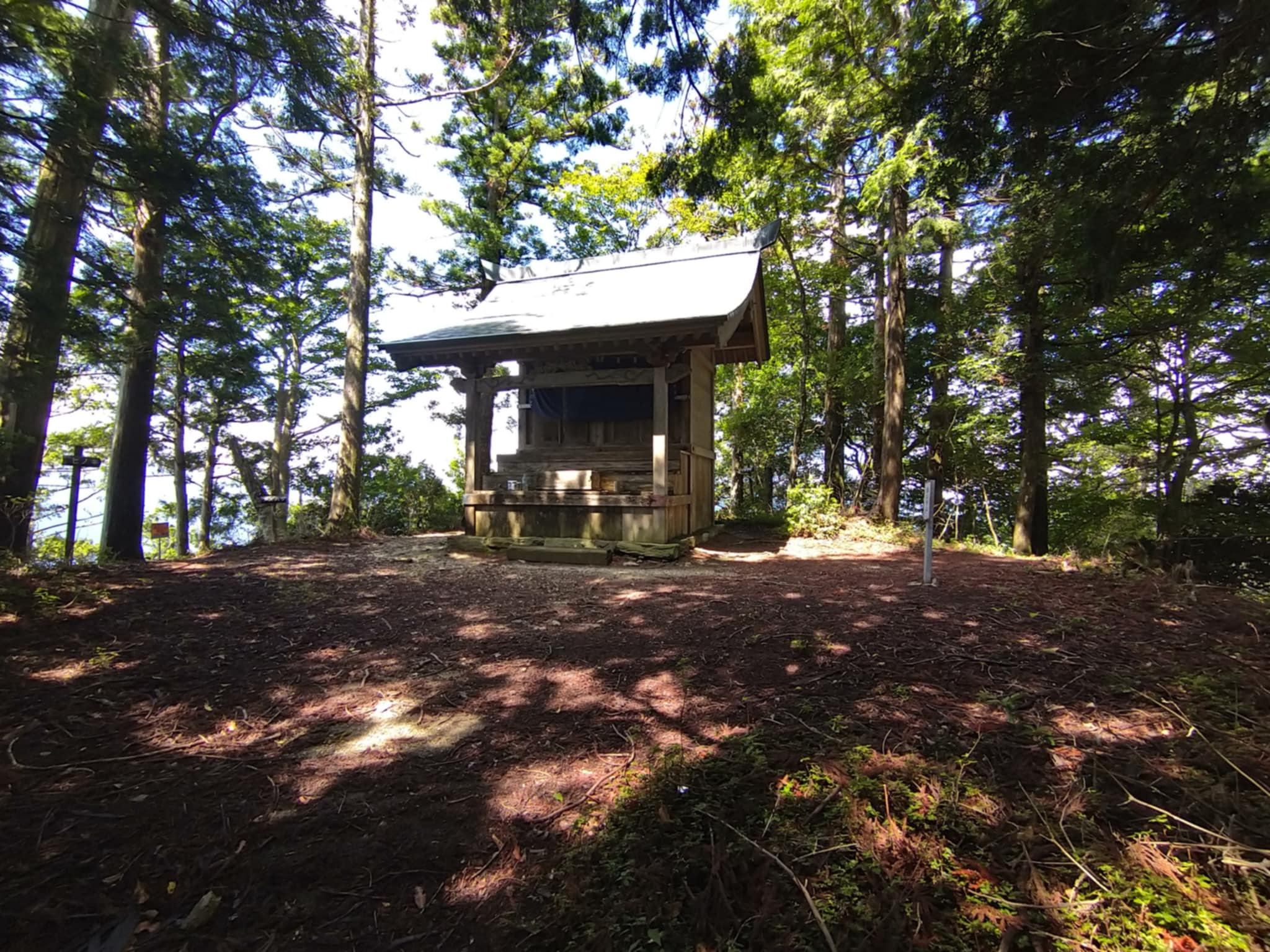
焼山寺山頂上
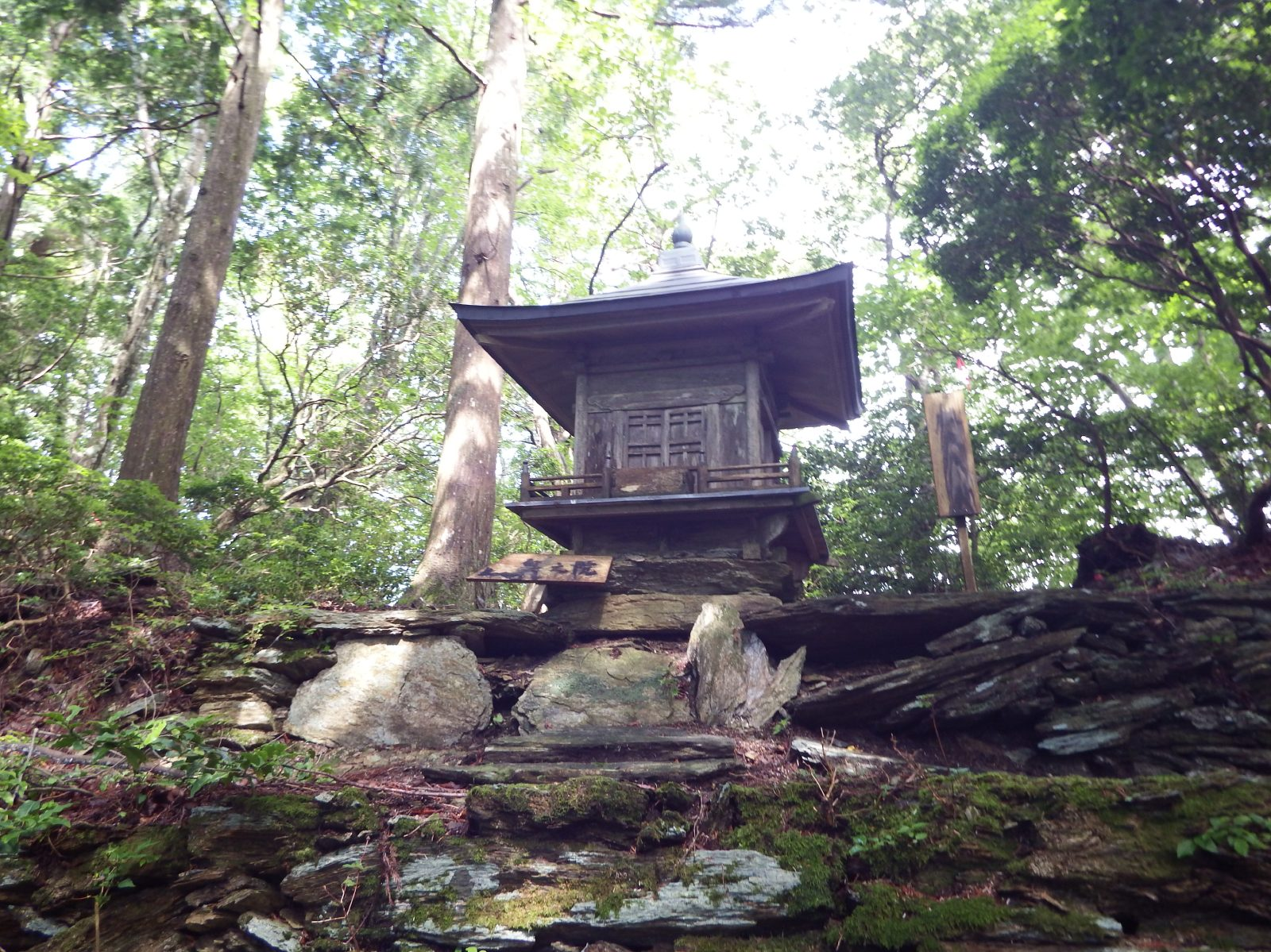
杖立権現祠
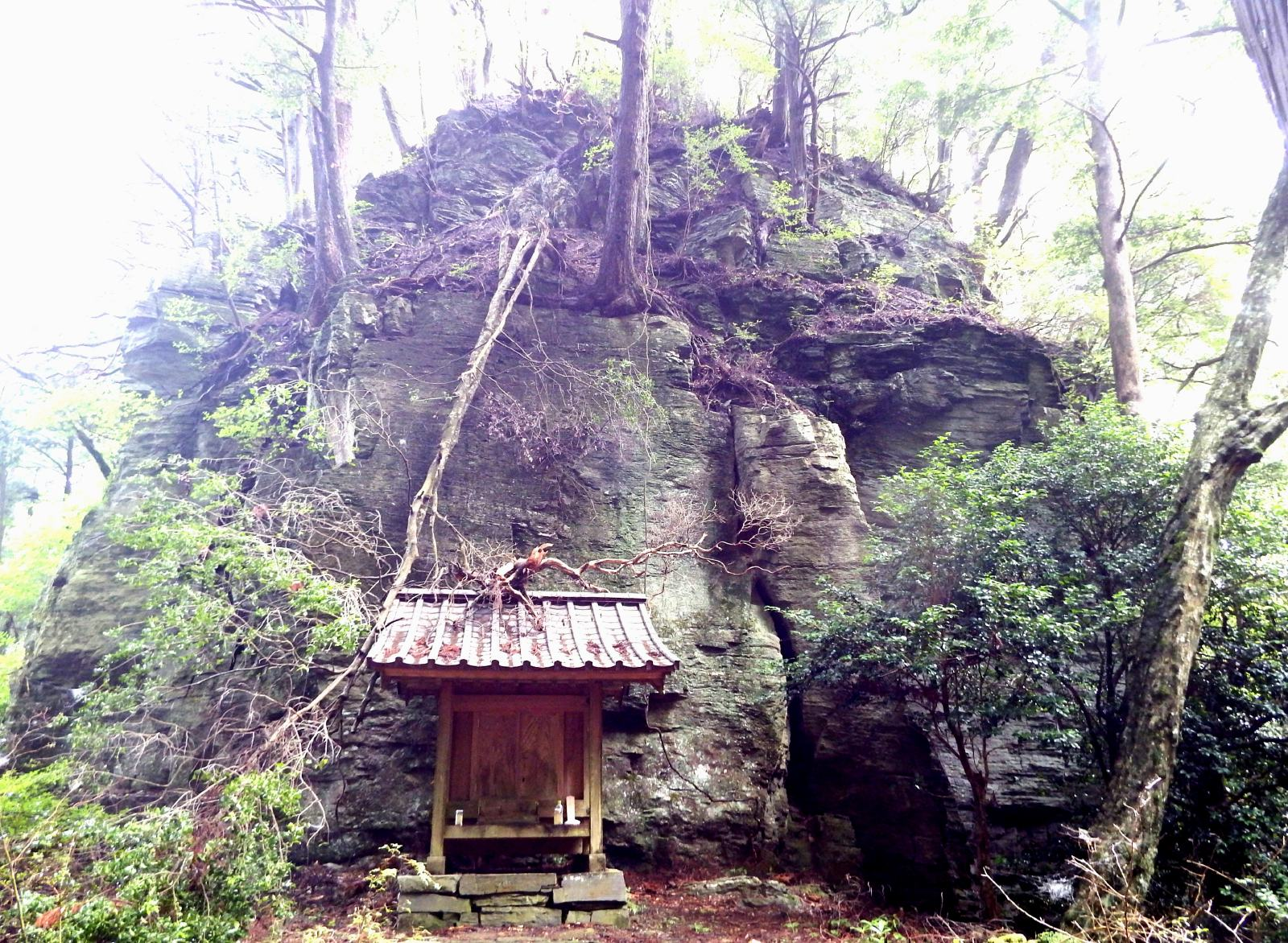
大蛇封じ込めの岩
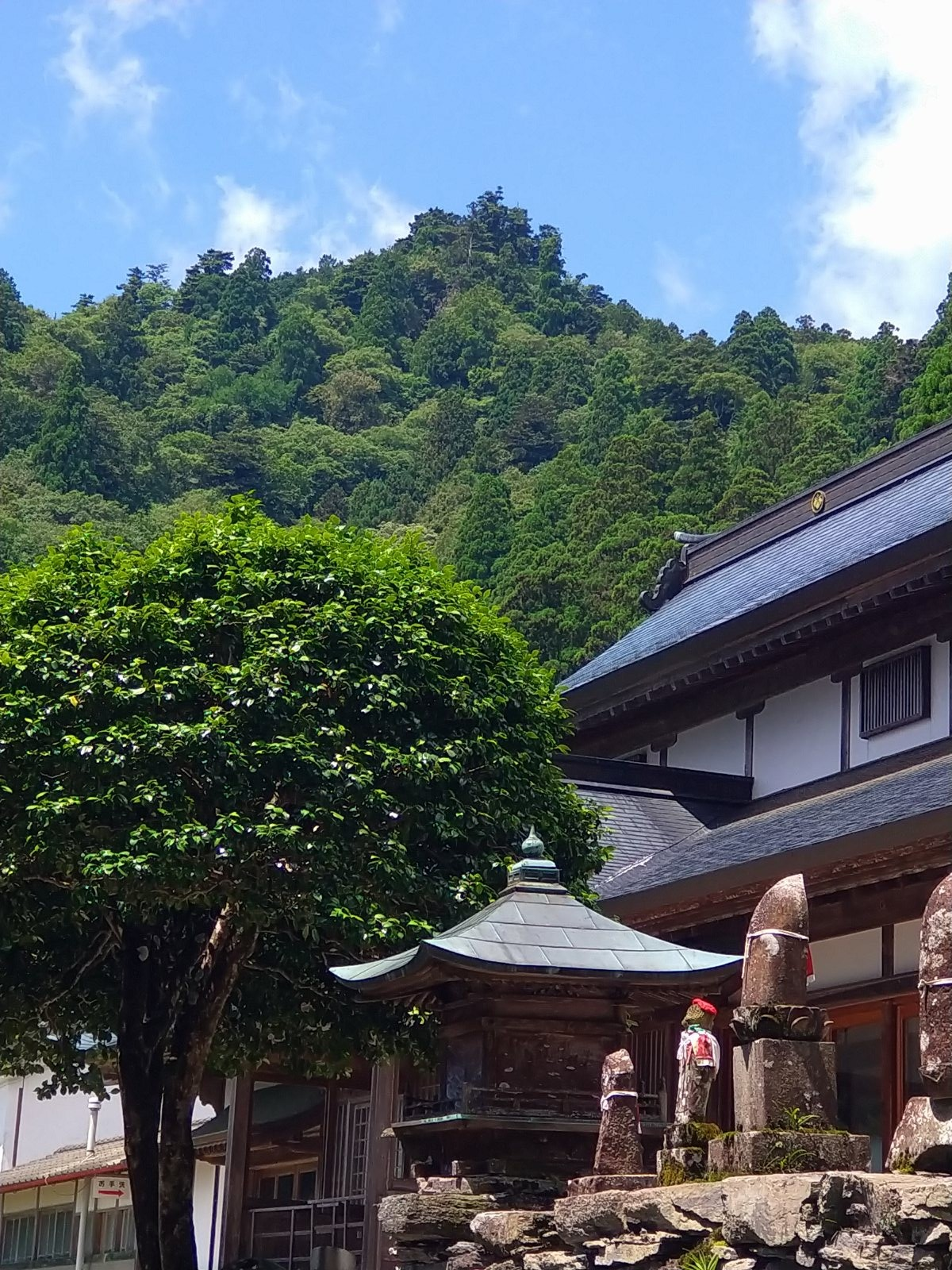
境内より焼山寺山を見上げる
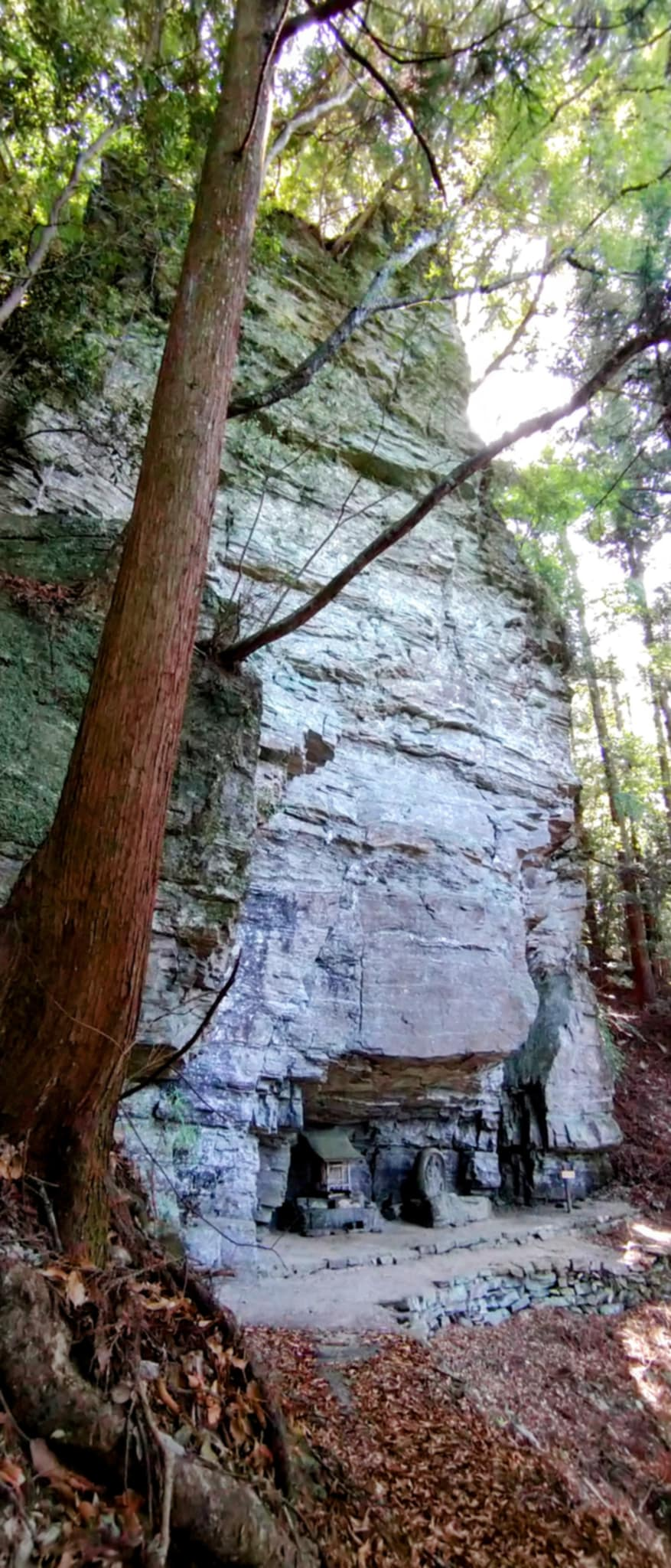
竜王窟　全景
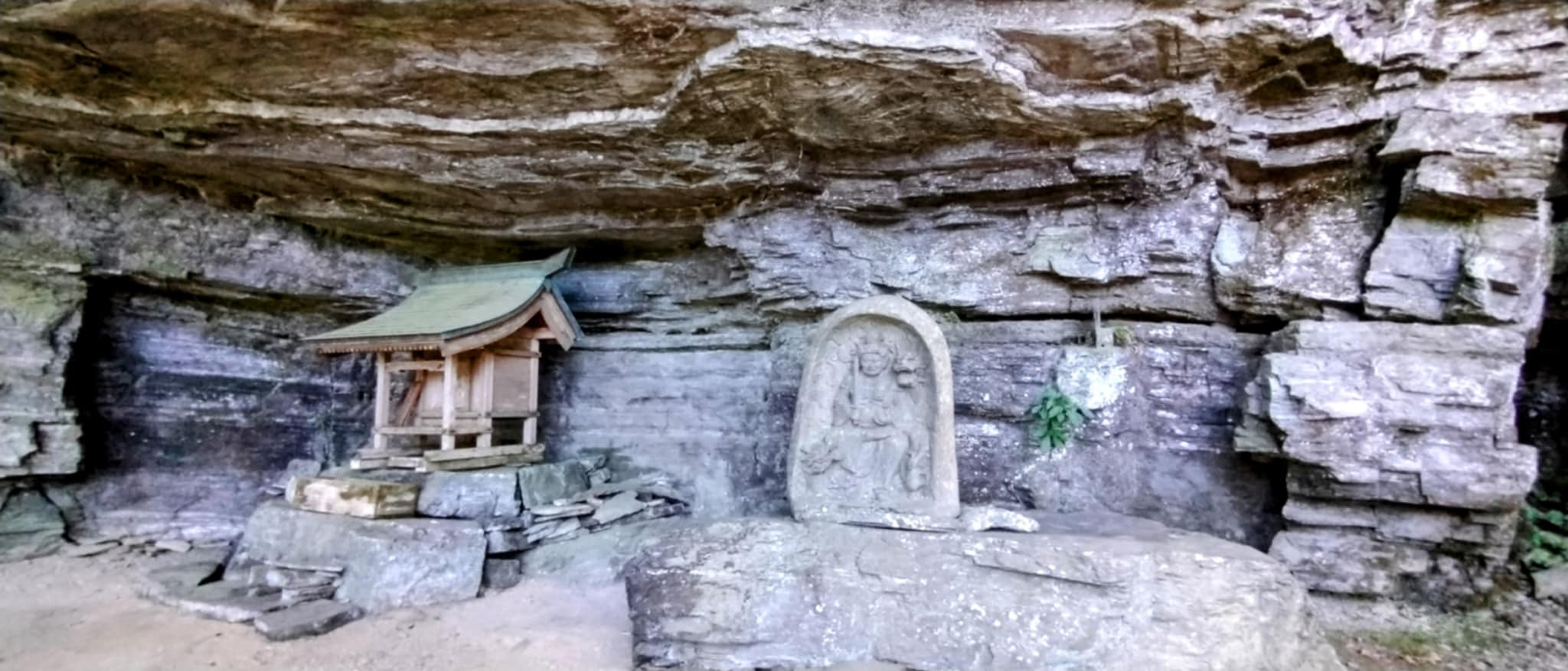
竜王窟　中心部
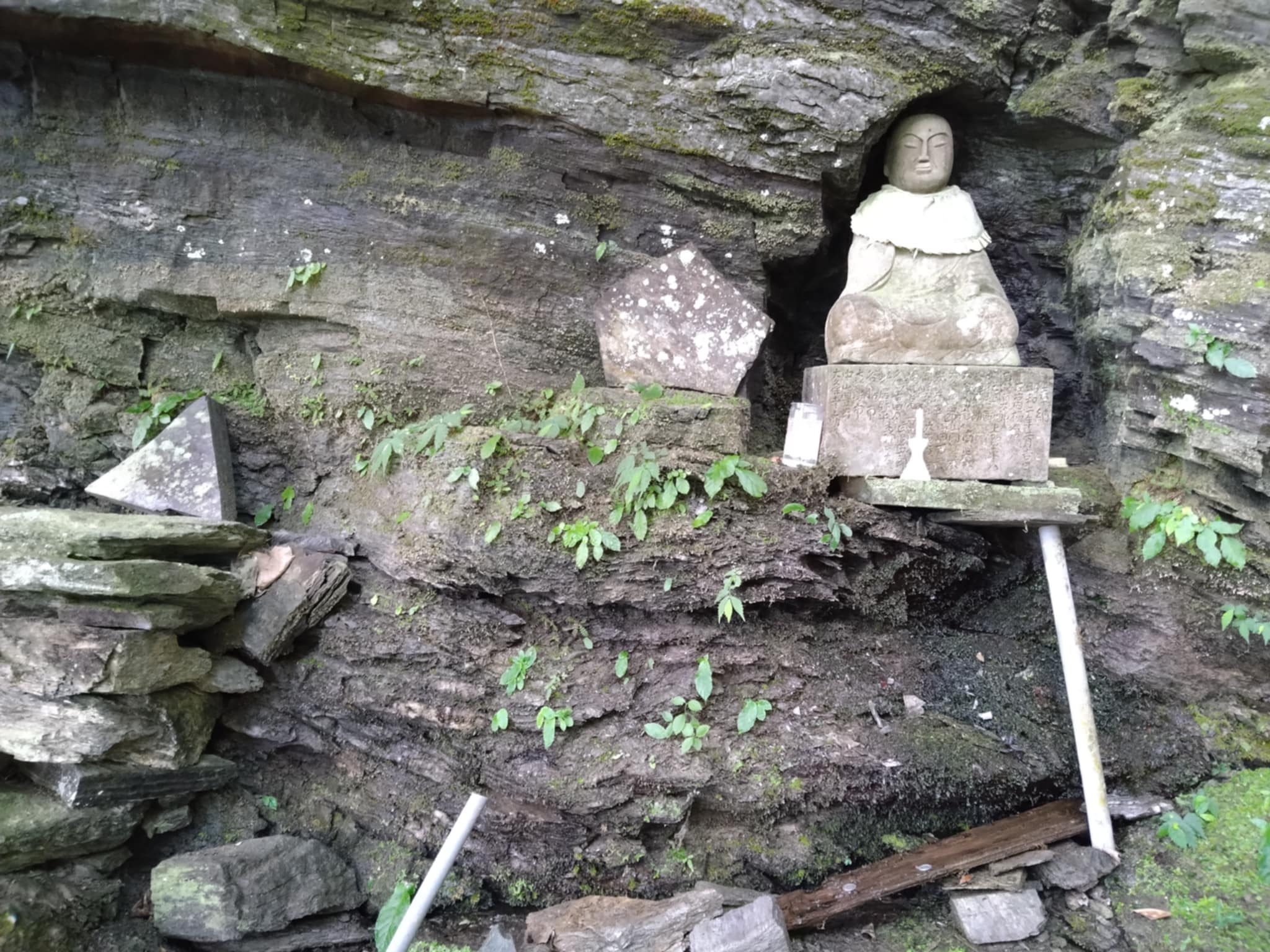
目洗い大師

## 周辺の番外霊場

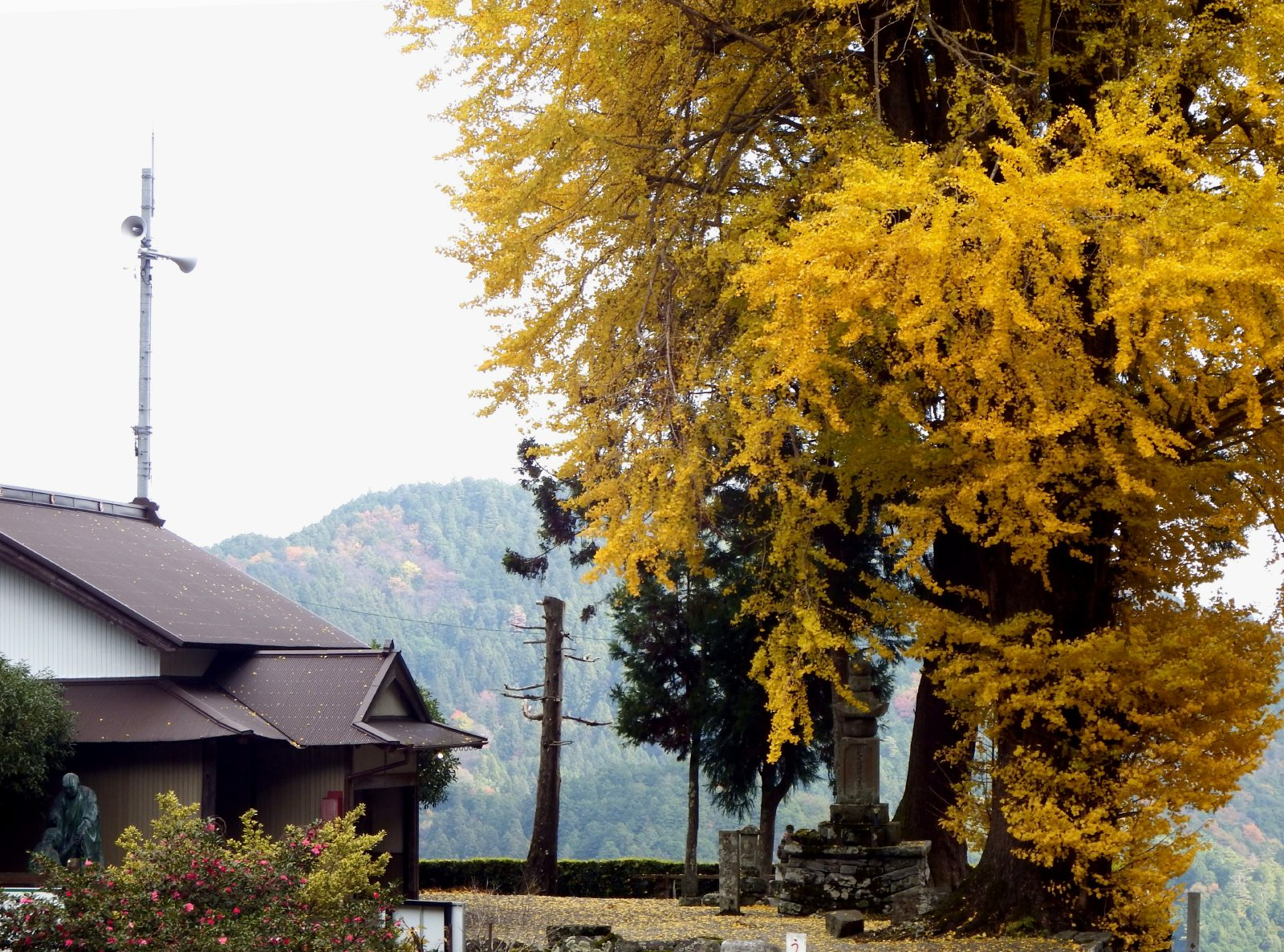
杖杉庵
衛門三郎の終焉の地とされている。

## 前後の札所
四国八十八箇所
11 藤井寺 --(12.9 km)-- 12 焼山寺 --(20.8 km)-- 13 大日寺